# حياة أو شيء ما مثلها (فلم)

لايف أور سامسينج لايك إيت (بالإنجليزية: "Life or Something Like It") تدور احداث الفيلم عن لاني كيريجان
التي تعمل كمذيعة وتحلم بالشهرة. وفي إحدى حلقاتها تستضيف رجل غريب الاطواڢ يخبرها انها ستموت. مما جعلها تغير من نمط حياتها وتستغل كل دقيقة بها.

## روابط خارجية
- مقالات تستعمل روابط فنية بلا صلة مع ويكي بيانات